# 31283 Wanruomeng
31283 Wanruomeng è un asteroide della fascia principale. Scoperto nel 1998, presenta un'orbita caratterizzata da un semiasse maggiore pari a 2,6500534 UA e da un'eccentricità di 0,1764378, inclinata di 5,66613° rispetto all'eclittica.